# كل ما نقرب (ألبوم)
كل ما نقرب هو الألبوم الثامن عشر للفنانة أنغام .

## عن الألبوم
تم إنتاج الالبوم سنة 2007 وتضمن الألبوم عشرة أغاني من الطراز الفريد لأنغام المعتاد عليه منها الكلاسيك والرومانسي والحزين وتعاملت مع العديد من المؤلفين والملحنين والموزعين داخل الالبوم 
1. كل ما نقرب (كلمات) بهاء الدين محمد (الحان) خالد عز (توزيع) فهد
2. مابتعلمش (كلمات) أمير طعيمة (الحان) خالد عز (توزيع) طارق مدكور
3. أتمنالة الخير (كلمات) أمير طعيمة (الحان) خالد عز (توزيع) وليد فايد
4. الامل (كلمات) مصطفي مرسي (الحان) خالد عز (توزيع) أشرف محروس
5. بغير  (كلمات) نادر عبد الله (الحان) تامر علي (توزيع) فهد
6. دة إللي عندي  (كلمات) أمير طعيمة (الحان) رامي جمال (توزيع) فهد
7. ما بحبش  (كلمات) أيمن بهجت قمر (الحان) خالد عز (توزيع) عصام الشرايطي
8. غيرتيني  (كلمات) هند القاضي (الحان) خالد عز (توزيع) فهد
9. أشكي لمين (كلمات) عبد الرحيم منصور (الحان) بليغ حمدي (توزيع) فهد،وهي أغنية قديمة لمحمد منير
10. الحروف  (كلمات) محمد رفاعي (الحان) شريف تاج (توزيع) طارق مدكور